# Ángel Navarro
Pour les articles homonymes, voir Navarro (homonymie).
Angel Navarro (né José-Angel à Ajaccio en Corse, ainé de la famille, 1748-1808) fut très tôt un leader espagnol et a vécu à San Antonio au Texas.
La famille Navarro a joué un rôle de premier plan dans les guerres d'indépendance du Mexique et dans la sécession du Texas.
Il était le père de José Antonio Navarro (en). Sa fille Maria Josefa Navarro épousa Juan Martín de Veramendi (en), le gouverneur de Coahuila y Texas de 1832 à 1833. Leur fille, Ursula Maria de Veramendi, était la femme du révolutionnaire texan James Bowie.
La ville de Corsicana, au Texas, a été nommée ainsi par son fils en hommage à son lieu de naissance, la Corse (Corsica en anglais).